# Castanea
Châtaignier
Pour le village de Louisiane, voir Chataignier (Louisiane).
Genre
Classification phylogénétique
Castanea est un genre d'arbres de la famille des Fagaceae. Les espèces de ce genre sont appelées châtaignier. Il comprend notamment le châtaignier commun (Castanea sativa) renommé pour son fruit, la châtaigne.

## Liste des espèces
- l'espèce européenne :

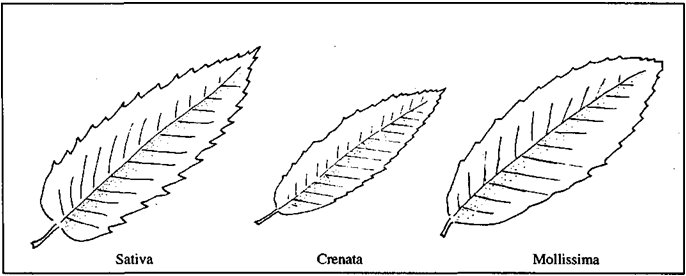
Forme des feuilles des trois principales espèces de châtaigniers : C. sativa, crenata et mollissima.

  - Castanea sativa, le châtaignier commun ou châtaignier d'Europe ;

- les espèces asiatiques :
  - Castanea crenata, le châtaignier japonais ou châtaignier crénelé ;
  - Castanea mollissima, le châtaignier chinois ;
  - Castanea davidii ;
  - Castanea henryi ;
  - Castanea seguinii ;

- les espèces américaines :
  - Castanea dentata, le châtaignier d'Amérique ;
  - Castanea pumila, le châtaignier de Virginie ;
  - Castanea alnifolia ;
  - Castanea ashei ;
  - Castanea floridana ;
  - Castanea paupispina.

Selon Catalogue of Life (23 février 2018) :
- Castanea blaringhemii A.Camus
- Castanea burbankii A.Camus
- Castanea coudersii A.Camus
- Castanea crenata Siebold & Zucc.
- Castanea dentata (Marshall) Borkh.
- Castanea fleetii A.Camus
- Castanea henryi (Skan) Rehder & E.H.Wilson
- Castanea mollissima Blume
- Castanea morrisii A.Camus
- Castanea neglecta Dode
- Castanea ozarkensis Ashe
- Castanea pulchella A.Camus
- Castanea pumila (L.) Mill.
- Castanea sativa Mill.
- Castanea seguinii Dode

## Étymologie
Le nom scientifique du genre a été calqué sur le latin castanea qui désigne aussi bien l'arbre que le fruit, il est issu de l'adjectif en grec ancien καστάνεια / kastáneia, lui-même dérivé de κάστανον / kástanon (« châtaigne »), probablement emprunté à une langue d'Asie Mineure (le relais entre cette langue indo-européenne et le grec semble passer par l'arménien kaskeni qui désigne l'arbre et kask le fruit). Cette racine étymologique se retrouve dans de nombreuses langues celtiques, romanes, germaniques et slaves : chestnut en anglais, Kastanien en allemand, kasztan en polonais, castaño en espagnol, castagno (la plante) et castagna (le fruit) en italien, kistinen et kistin en breton. Les termes correspondant en arabe arabe : قسطل (gastal), كستنا (kastanat), كستناء (kastanā), persan : کستانه (kastâne) (l'arbre) et en arabe syrien kastana ont pour origine le mot sanskrit काष्ठ (kāṣṭha) qui désigne l'arbre en général ou tout ce qui est ligneux, ce qui laisse supposer que le châtaignier fut introduit de l'Est et que la châtaigne était le fruit par excellence dans les régions d'Asie mineure
Dans l'Antiquité on a pensé que kástana pouvait provenir d'un nom de lieu comme celui du village de Kastana, en Magnésie dans la région de Thessalie, mais il est plus probable que ces noms de lieux viennent du nom de la châtaigne et de son arbre bien diffusé dans cette région.
Dans la mythologie gréco-romaine, le châtaignier est la dépouille de la nymphe Néa, compagne de Diane, qui préféra se tuer plutôt que de céder aux avances de Jupiter. Ivre de colère, le dieu la métamorphosa en un Casta Nea (la chaste Néa), châtaignier dont les fruits garnis de piquants symbolisent cette aventure.
Il n'y a pas de lien clair entre kastáneia et le nom gaulois ou prégaulois hypothétique kassanos « chêne », qui a donné chêne en français.

## Toponymie

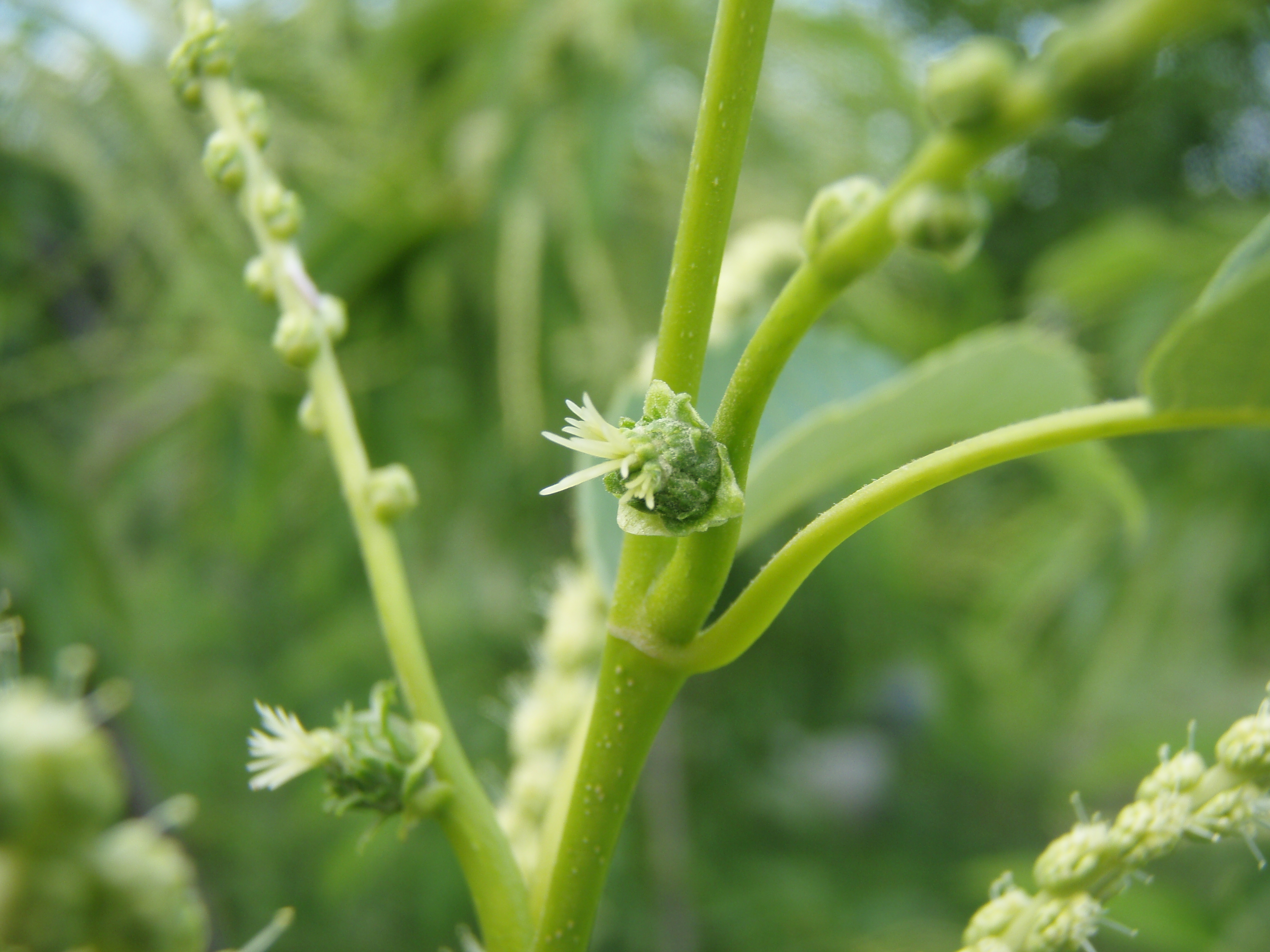
Châtaignier Japonais (Castanea crenata).

De nombreux phytotoponymes rappellent l'existence d'un castaneus (châtaignier) ou d'une ancienne castanetum, c'est-à-dire d'une châtaigneraie : La Châtaigneraie, Chatenois, Chatenay-Mâcheron, Catenay, Chatenay, Castagnède, Gascogniers (Vottem) ou la Castagniccia.
Les toponymes se rattachant à la famille du châtaignier forment en Bretagne un corpus de 50 lieux-dits recensés : Quistinic, Penquesten, Chasné-sur-Illet...

## Description
Les châtaigniers sont des arbres à la croissance modérément rapide pour les espèces asiatiques, très rapide pour les espèces américaines et le châtaignier commun (Castanea sativa). Le châtaignier du Japon (Castanea crenata) peut mesurer jusqu'à 15 mètres de haut, le châtaignier chinois (Castanea mollissima) 20 mètres de haut, le châtaignier commun (Castanea sativa) qui est le plus courant en Europe 30 mètres de haut, le châtaignier d'Amérique (Castanea dentata) 45 mètres de haut.

## Fruit
Les châtaigniers fournissent les châtaignes qui sont des akènes. Celles-ci sont réunis par deux ou trois dans une bogue qui est un involucre de bractées formant une sorte de coque ronde hérissée d'épines plusieurs fois ramifiées. 

## Utilisations

### Alimentation
Les châtaignes de plusieurs espèces sont consommées, en Europe, en Asie et Amérique du Nord. Castanea sativa par exemple a joué un rôle majeur dans l'alimentation en Europe (notamment en France, Italie, Galice, Thessalie). 

Ces châtaignes peuvent être consommés crues, bouillies, grillées ou rôties, fraîches ou séchées. Une fois ramassées, le séchoir à châtaignes permet de les sécher pour les conserver avant consommation, soit directement, soit après transformation par exemple sous forme de farine (pain en période de disette, pulenda corse). À l'heure actuelle, en France, ces fruits servent surtout à la fabrication de marrons glacés, de crème de marrons et de marrons au naturel pour accompagner la dinde de Noël.
Ces fruits font partie du régime alimentaire d'oiseaux (geais, corbeaux, pigeons) et de mammifères (sangliers, cerfs, écureuils).

### Bois

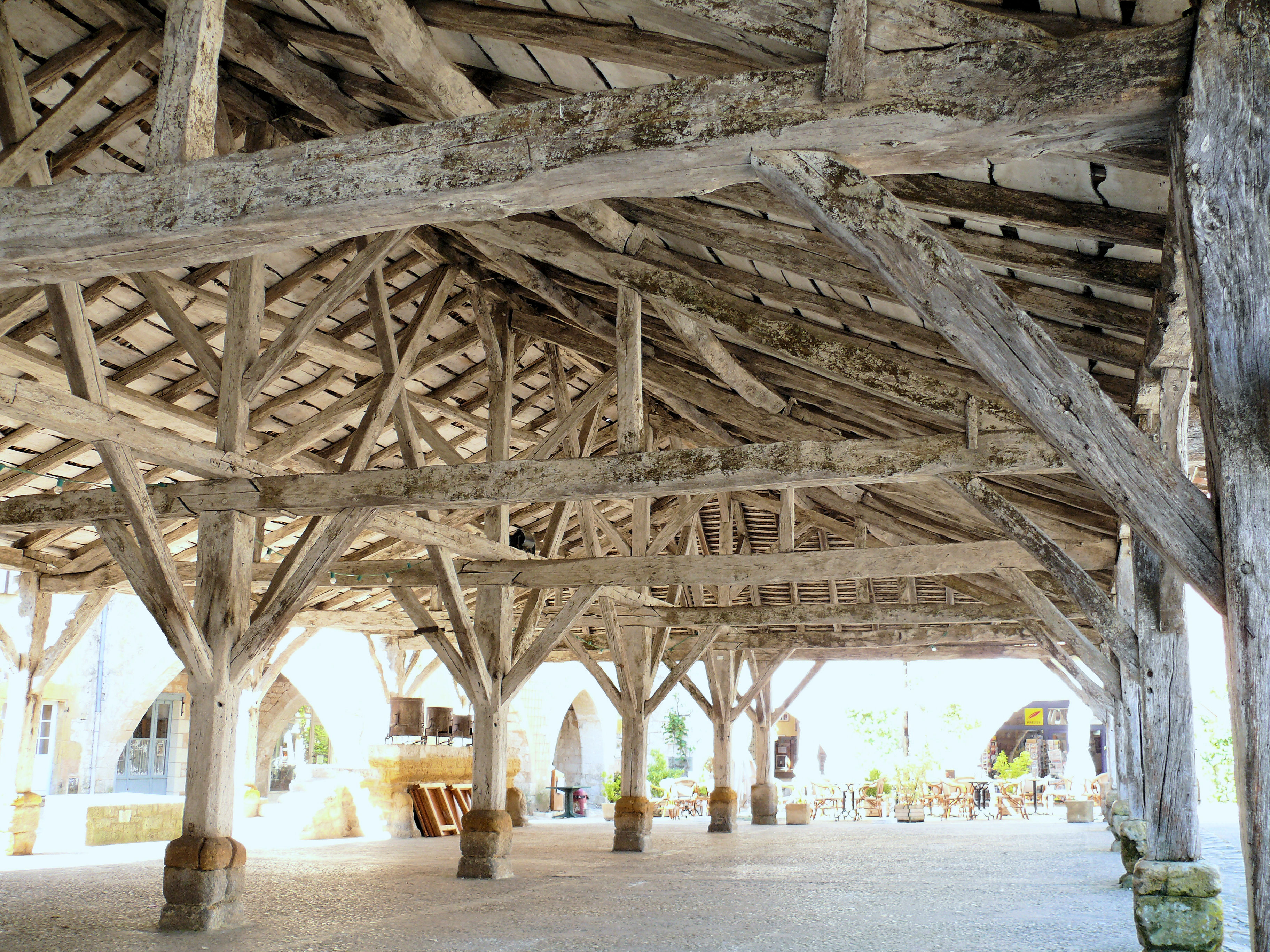
La halle de Monpazier couverte d'une charpente en châtaignier.

La nature et la richesse des tannins de châtaignier (6 % dans l'écorce et 13 % dans le bois), très peu lessivables par la pluie à cœur, rendent le bois résistant à la pourriture, notamment à la dégradation en plein air et aux microbes et aux insectes décomposeurs peu adaptés à son aire de distribution par rapport à son berceau d'origine, le Bassin méditerranéen. L'absence de ces insectes prive de proies leurs prédateurs, les araignées, d'où la réputation des charpentes de châtaignier d'être dépourvues de toiles. L'abondance de tannins et l'aubier très peu étendu permettent son utilisation en bois de structure sans traitements chimiques préventifs.  Il est déconseillé de le brûler en âtre ouvert en raison des puissantes projections de morceaux de braise, phénomène inhérent à ce bois.

## Maladies
Les espèces du genre Castanea sont toutes plus ou moins sensibles à des maladies graves, qui prennent localement de l'extension : 
- la maladie de l'encre ;
- le chancre du châtaignier ;
- le cynips du châtaignier ;
- le carpocapse des châtaignes.

## Fossiles
Les fossiles de Castanea datant du Crétacé expliquent la persistance de traits archaïques (fleurs femelles à la base des inflorescences mâles, fécondation du tube pollinique par le côté ou la base, bois à perforations scalariformes). 